# Janne Kask
Jan Olof "Janne" Kask, född 15 januari 1972 i Malmö, är en svensk läkare och doktorand i neurovetenskap vid Uppsala universitet. Han har även verkat som musiker, framför allt känd på 1990-talet som sångare och låtskrivare i bandet Brainpool.

## Biografi
Kask är född i Malmö men uppvuxen i Genarp utanför Lund som son till föräldrar av estnisk börd: journalisten Peeter-Jaan Kask och sjukvårdssamordnaren Ingrid Kask Esperi. Han var sångare i indiepopgruppen Brainpool, som hade stora framgångar i mitten av 1990-talet med låtar som "Every Day", "Bandstarter" och "We Aim to Please". Efter tre album med gruppen fick Kask 1997 nog och hoppade av. År 1999 gav han ut soloalbumet Wrestling My Case under namnet Kask. Han skrev under det tidiga 2000-talet även låtar åt popartister som A-Teens, Mandy Moore, Brian Harvey (från East 17) och Blue.
Efter flera års bortovaro från musiken, under vilken Kask bland annat började studera till läkare, startade han duon Lake Heartbeat tillsammans med vännen Kalle Kåks (tidigare i Tictox och Autorock). De gav 2009 ut albumet Trust in Numbers, producerat av Dan Lissvik, på skivbolaget Service. Han har även skrivit låttexten till låten White Light Moment med Tove Styrke. 

## Diskografi

### Brainpool
- Soda (1994)
- Painkiller (1995)
- Stay Free (1996)

### Kask
Studioalbum
- Wrestling My Case (1999)

EP
- Summer Is Here (1999)

Singlar
- "Golden Heart" (1998)
- "Younger Generation " (1999)
- "Boy & Girl Nation" (1999)

### Lake Heartbeat
- Trust in Numbers (2009)